# Lee Harvey Oswald
 Der er for få eller ingen kildehenvisninger i denne artikel, hvilket er et problem. Du kan hjælpe ved at angive troværdige kilder til de påstande, som fremføres i artiklen.

Lee Harvey Oswald (født 18. oktober 1939, død 24. november 1963) var ifølge flere offentlige undersøgelser den snigskytte, der myrdede præsidenten John F. Kennedy, den 22. november 1963 i Dallas. 
Han blev født i New Orleans i Louisiana den 18. oktober 1939, og var det yngste barn af en søskendeflok på tre og boede med sin mor – faderen døde af et hjerteanfald, to måneder før han blev født. Oswald gik ud af skolen som 17-årig for at blive en del af marinekorpset. Under sin uddannelse blev han trænet i at håndtere skydevåben og fik en middelhøj til høj score i diverse tests for præcision. Hos marinekorpset fik han en uddannelse som radar-operatør og blev udstationeret ved flyvebasen El Toro i 1957. I oktober 1959 tog han til Sovjetunionen med planer om at desertere og blive sovjetisk statsborger. Her mødte han også Marina Nikolayevna Prusakova, som han forelskede sig i og senere hen giftede sig med.
Oswald endte dog med at blive træt af livet i Sovjetunionen. Kort efter parrets første datter blev født søgte de om lov til at immigrere til USA. I april 1963 forsøgte han at myrde den forhenværende generalmajor Edwin Walker med en riffel i dennes hjem. Mordforsøget skulle være på grund af Walkers meget offentlige antikommunistiske udtalelser – Oswald var nemlig selverklæret marxist, og brød sig ikke om Walker.
Den 22. november 1963 tog han på arbejde på Texas School Book Depository – en bygning med udsigt over den rute, som præsidenten tog senere på dagen. Warrenkommissionen der blev sat til at undersøge omstændighederne omkring mordet på John F. Kennedy, hævdede at han, efter at have affyret tre skud fra sjette etage af bygningen flygtede, under flugten dræbte han betjenten J. D. Tippit og gemte sig i biografen Texas Theatre, hvor han oprindeligt blev anholdt for mordet på Tippit. Oswald benægtede begge drab. Inden Oswald nåede at komme for retten, blev han to dage efter sin arrestation skudt af natklubejeren Jack Ruby. Jack Ruby forklarede til politiet, at han ville spare John F. Kennedys enke, Jacqueline Kennedy Onassis, det ubehag det ville være at møde op i retten.
Der er et utal af konspirationsteorier, der mener, at Lee Harvey Oswald enten var helt uskyldig eller ikke handlede alene, og at Jack Ruby var blevet hyret til at lukke munden på ham, men den officielle undersøgende kommission, Warrenkommissionen, der blev nedsat til at undersøge omstændighederne omkring mordet på John F. Kennedy, fastslår, at Lee Harvey Oswald var alene om attentatet. Denne konklusion blev dog draget kraftigt i tvivl efter Sylvia Meagher, som gennemgik alle 26 bind af sagens akter, udgav sin bog "Accessories after the fact", som kulegravede kommissionens rapport.